# Campanula saxonorum
Campanula saxonorum är en klockväxtart som beskrevs av Michel Gandoger. Campanula saxonorum ingår i släktet blåklockor, och familjen klockväxter. Inga underarter finns listade i Catalogue of Life.